# Tamarix komarovii
Tamarix komarovii är en tamariskväxtart som beskrevs av Sofîa Gennadievna Gorschkova. Tamarix komarovii ingår i släktet tamarisker, och familjen tamariskväxter. Inga underarter finns listade.